# Chlorolestes elegans
Chlorolestes elegans là một loài chuồn chuồn kim thuộc họ Synlestidae. Loài này có ở Botswana, Malawi, Mozambique, Nam Phi, và Zimbabwe. Môi trường sống tự nhiên của chúng là vùng núi ẩm nhiệt đới hoặc cận nhiệt đới và sông ngòi. Chúng hiện đang bị đe dọa vì mất môi trường sống.